# Anomis prapata
Anomis prapata là một loài bướm đêm trong họ Erebidae.